# Ruokojärvi (Kankaanpää, Satakunta, Finland)
Ruokojärvi eller Ruohojärvi är en sjö i Finland. Den ligger i kommunen Kankaanpää i landskapet Satakunta, i den sydvästra delen av landet, 220 km nordväst om huvudstaden Helsingfors. Ruokojärvi ligger 76,2 meter över havet. I omgivningarna runt Ruokojärvi växer i huvudsak blandskog. Den är 3,97 meter djup. Arean är 93,6 hektar och strandlinjen är 7,24 kilometer lång. Sjön  ingår i Karvia å huvudavrinningsområde. 